# Fabryka Samochodów Osobowych
Pour les articles homonymes, voir FSO.
La Fabryka Samochodów Osobowych (FSO, littéralement : usine de voitures particulières) est un constructeur automobile polonais, fondé en 1947.
Appartenant  désormais au groupe ukrainien AvtoZAZ, l’usine assemble des Chevrolet Aveo pour le compte de General Motors.

## Histoire

### La création de la marque

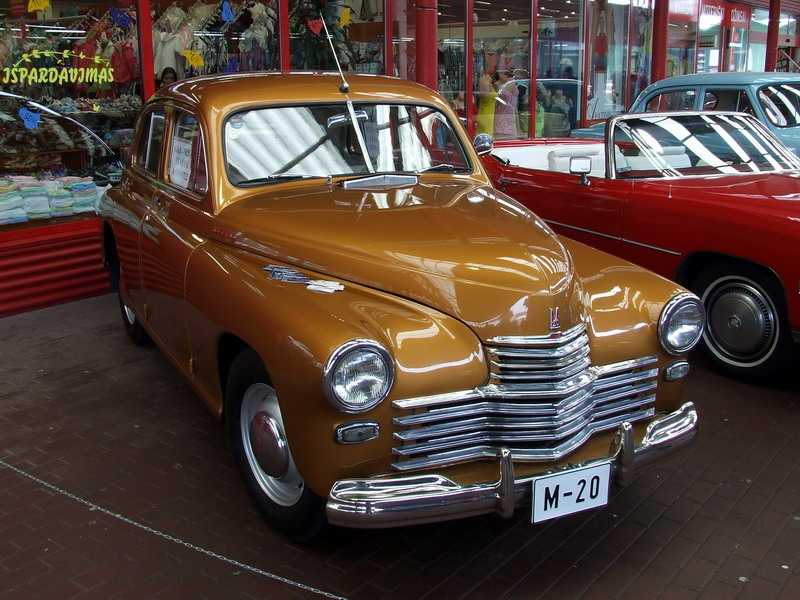
Une GAZ Pobieda, qui a servi de base à la première FSO, la Warszawa.

Active dans les années 1930 (notamment grâce à Fiat), l’industrie automobile polonaise est totalement ravagée après la deuxième guerre mondiale. Ainsi, un comité central pour la motorisation est mis en place en 1946, et annonce la création d’une industrie automobile. C’est dans cet esprit que FSO voit le jour le 27 décembre 1947. L’année suivante, des accords sont signés pour la production d’un modèle Fiat à partir de 1950. Pour cela, la construction d’une nouvelle usine est nécessaire, et débute en mai 1949 à Varsovie.
Mais l’URSS de Staline voit ces négociations avec le groupe italien d’un très mauvais œil, et fait cesser toute collaboration entre Fiat et la Pologne. En compensation, le gouvernement soviétique offre aux polonais la possibilité d’assembler sous licence des GAZ M20 Pobieda dans la nouvelle usine. L’accord officiel entre les deux pays est signé le 25 janvier 1950.

### Les années 1950: les débuts avec la Warszawa

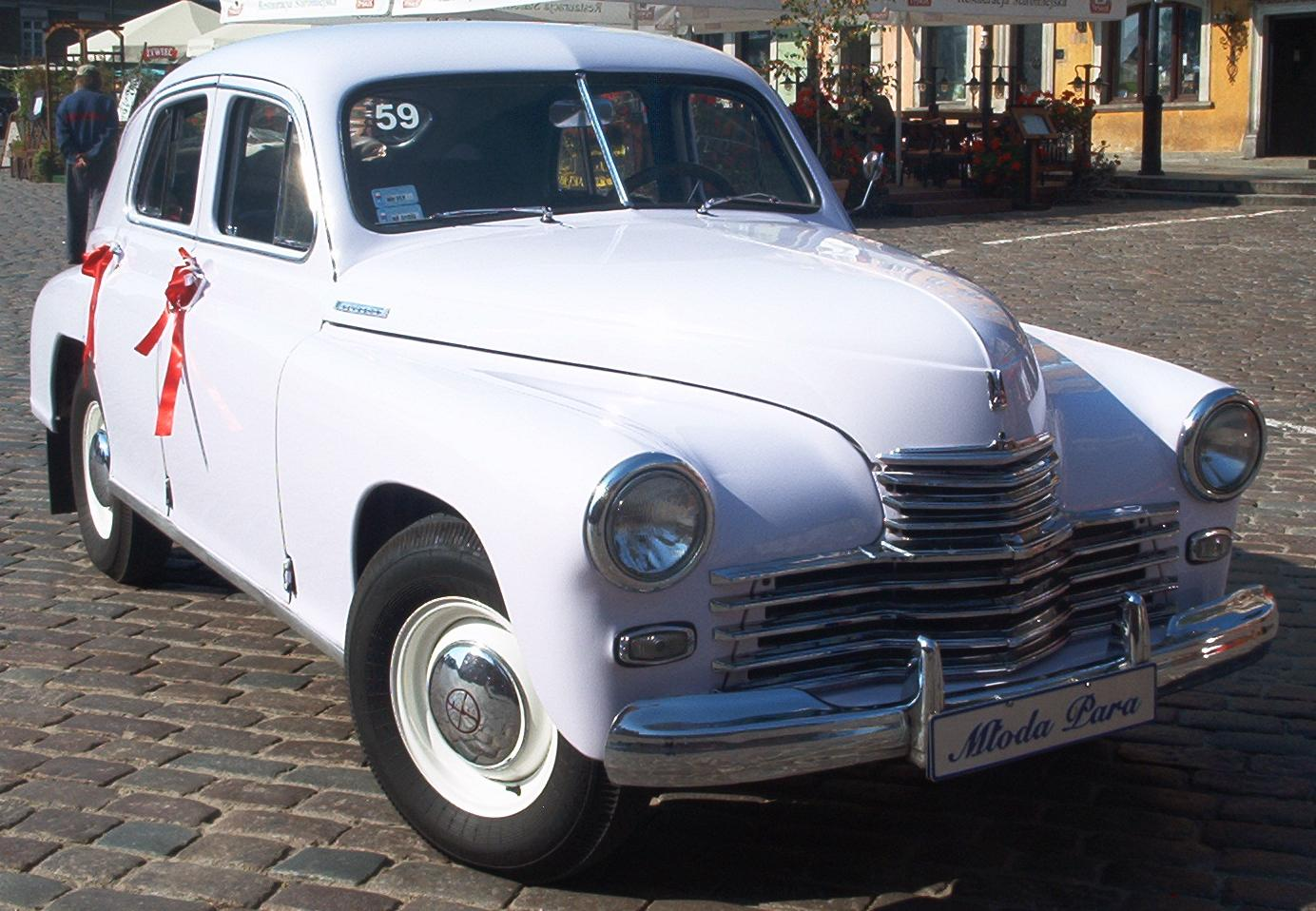
FSO Warszawa M20

Le premier modèle issu de la Pobieda, nommé FSO Warszawa (Varsovie en polonais), tombe des chaînes le 6 novembre 1951, au début de l’après-midi. À l’époque, toutes les pièces viennent de Russie, y compris le moteur, qui n’est que le 4 cylindres 2112 cm³ de 50 ch monté sur la Pobieda.
Au fur et à mesure, FSO prend son indépendance vis-à-vis de GAZ, et en 1956, plus aucune pièce n’arrive d’URSS.
À la même époque, les ingénieurs polonais planchent sur une voiture plus petite, et plus abordable, motorisée par un bicylindre deux temps d’inspiration est-allemande. Le prototype est terminé en 1953, présenté officiellement en 1955 et n’entre en production qu’en 1957, sous le nom de Syrena. Elle est fabriquée artisanalement à très faible cadence jusqu’à l’automne 1958, lorsque des chaînes de montage sont finalement installées.

### Les années 1960: la montée en puissance

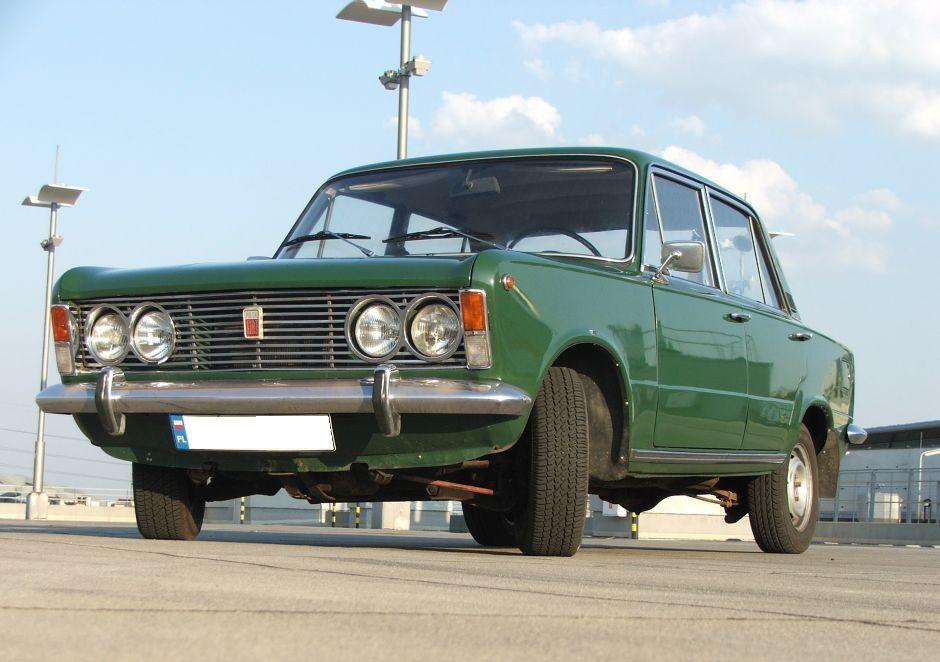
Polski-Fiat 125P

Au début des années 1960, la production de la Syrena décolle enfin, et la Warszawa est depuis longtemps la voiture la plus répandue en Pologne.
Mais si elles évoluent régulièrement par petites touches, ces deux voitures commencent à accuser le poids des ans, notamment la Warszawa, qui gardera une ligne des années 1940 jusqu’en 1964.
FSO décide alors de se rapprocher à nouveau de Fiat, et de produire une version spécifique d’un modèle italien, jusqu’ici encore en pleine gestation : il s’agit de la Fiat 125.
L’accord définitif est signé en février 1966.
Les premiers exemplaires de présérie voient le jour fin 1967, et la carrière de la nouvelle Polski-Fiat 125P (cette lettre faisant référence à la Pologne) débute réellement en 1968.
Si la carrosserie est pratiquement identique à celle de la 125 (aux phares près), la partie technique vient des modèles 1300 et 1500, qui viennent de terminer leur carrière. Cette voiture va considérablement rajeunir le parc automobile polonais et assurer la pérennité de FSO pendant un certain nombre d’années.

### Les années 1970: l’âge d’or

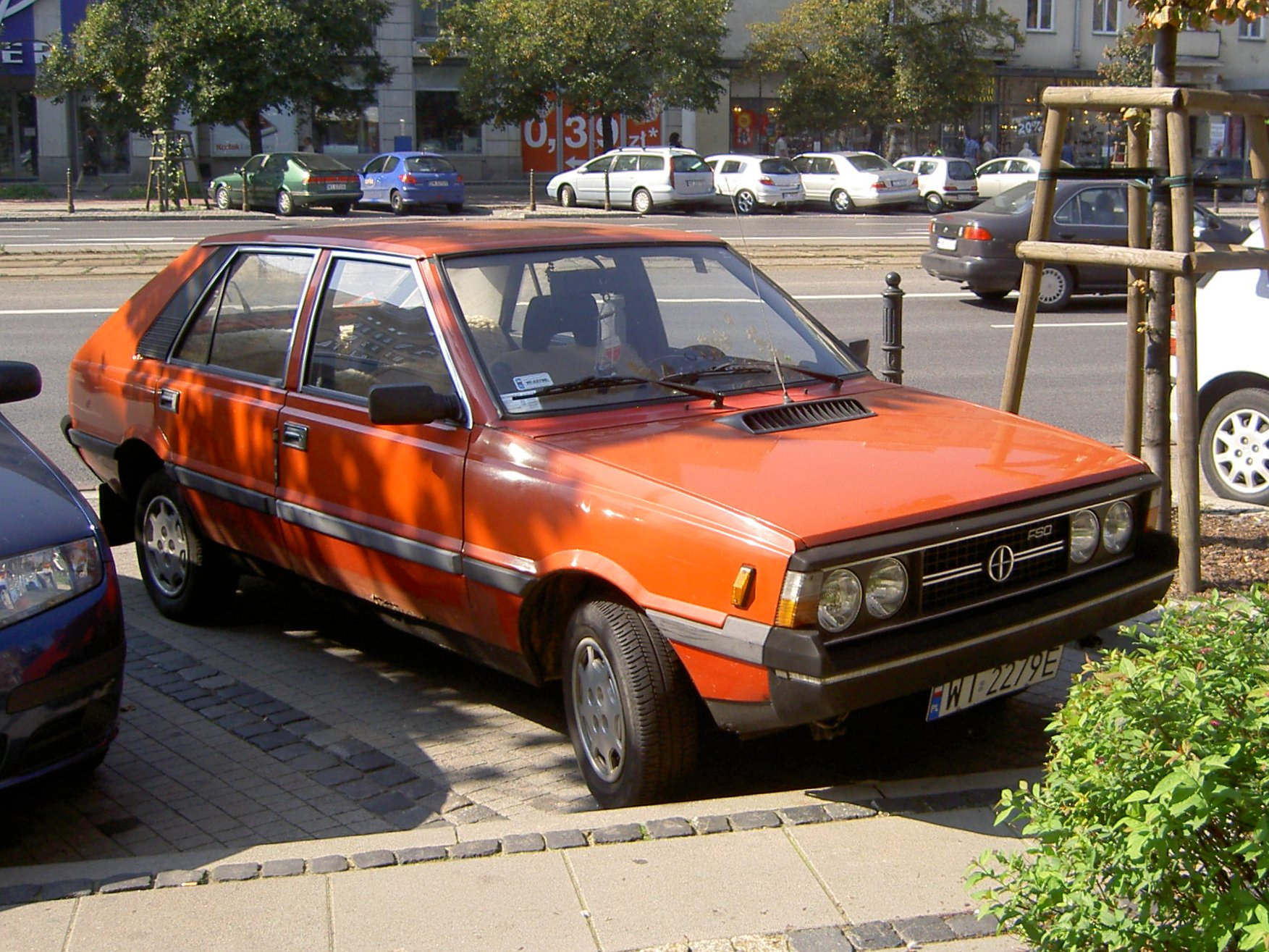
FSO Polonez 1500

En 1970 et 1971, des importateurs FSO fleurissent en Europe de l’Ouest. En France, c’est André Chardonnet qui assure la distribution de la 125P, seule FSO exportée. Devant le succès de ce modèle, l’usine envisage d’augmenter sa production. C’est la petite Syrena qui en fait les frais à l’été 1972, sa fabrication aura désormais lieu chez FSM, à Bielsko-Biała. 
Le mois de mars 1973 signe l’arrêt de mort de l’historique Warszawa (déclinée également en versions break et pick-up), tournant une page de l’histoire de la marque. Pendant ce temps, la 125P s’internationalise : elle est fabriquée chez Zastava en Yougoslavie sous le nom de 125 PZ, mais aussi en Égypte et en Colombie à partir de 1974, puis en Indonésie, en Malaisie, en Thaïlande et en Irlande à partir de 1975 et 1976.
En France, son prix compétitif lui permet de dépasser les 3000 immatriculations en 1973, 1975 et 1976.
FSO ne se repose pas pour autant sur ses lauriers, et continue de faire évoluer la voiture : version break en 1971, pick-up en 1975, nouvelle calandre, nouveau feux, toit ouvrant…
En 1978, c’est l’entrée en piste de la nouvelle Polonez, une berline cinq portes dont l’aspect rappelle une VW Passat et une Renault 30. Sa carrosserie est l’œuvre d’Italdesign. 
Sa ligne moderne s’allie néanmoins aux vieux moteurs de la 125P, quelque peu dépassés…
À partir de 1973, FSO va produire pour Fiat plusieurs modèles du constructeur italien : 127, 128, 131 et 132, et sans leur apporter la moindre modification. L’usine de Zeran assemblera également quelques Zastava 1100.

### Les années 1980: timides évolutions

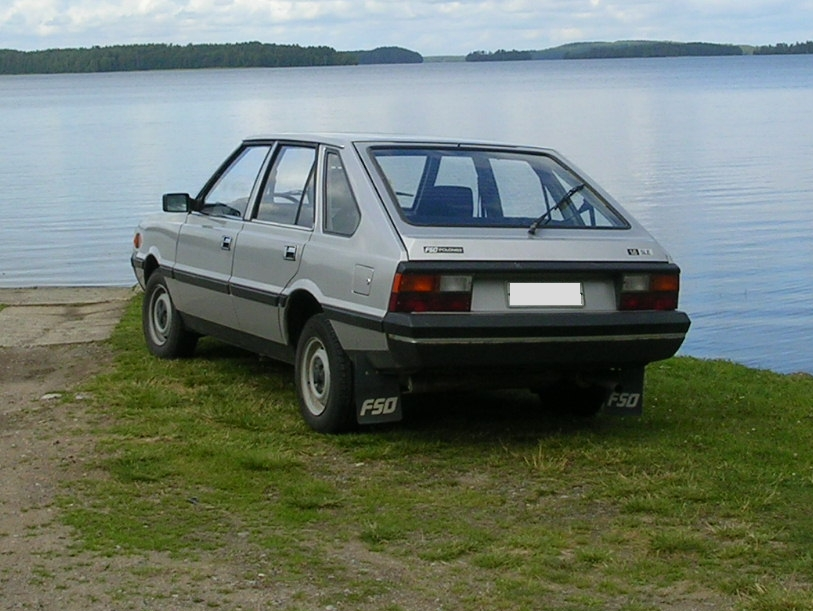
FSO Polonez 1500

En 1983, FSM arrête définitivement de produire la Syrena.
Le contrat avec Fiat expirant le 31 décembre 1982, les 125P reçoivent désormais un logo FSO. La Polonez est restylée pour la première fois en 1986, et adopte pour l’occasion une troisième vitre latérale. Il est à noter que quelques versions Coupé furent produites entre 1980 et 1983.
En Europe de l’Ouest, les temps sont durs pour la 125P, qui voit ses ventes s’effondrer. L’importation de la berline cesse en France en 1987, le break « Montana » et le pick-up « Arizona » résistent toujours. La même année, un moteur 1600 apparaît sur la Polonez, qui s’appelle désormais Alizé (1500) et Mistral (1600) sur le marché français. Elle retrouvera son nom d’origine lors du nouveau restylage de 1988, qui améliore l’accessibilité du coffre et rajeunit la face arrière.

### Les années 1990: arrivée de Daewoo et début des ennuis

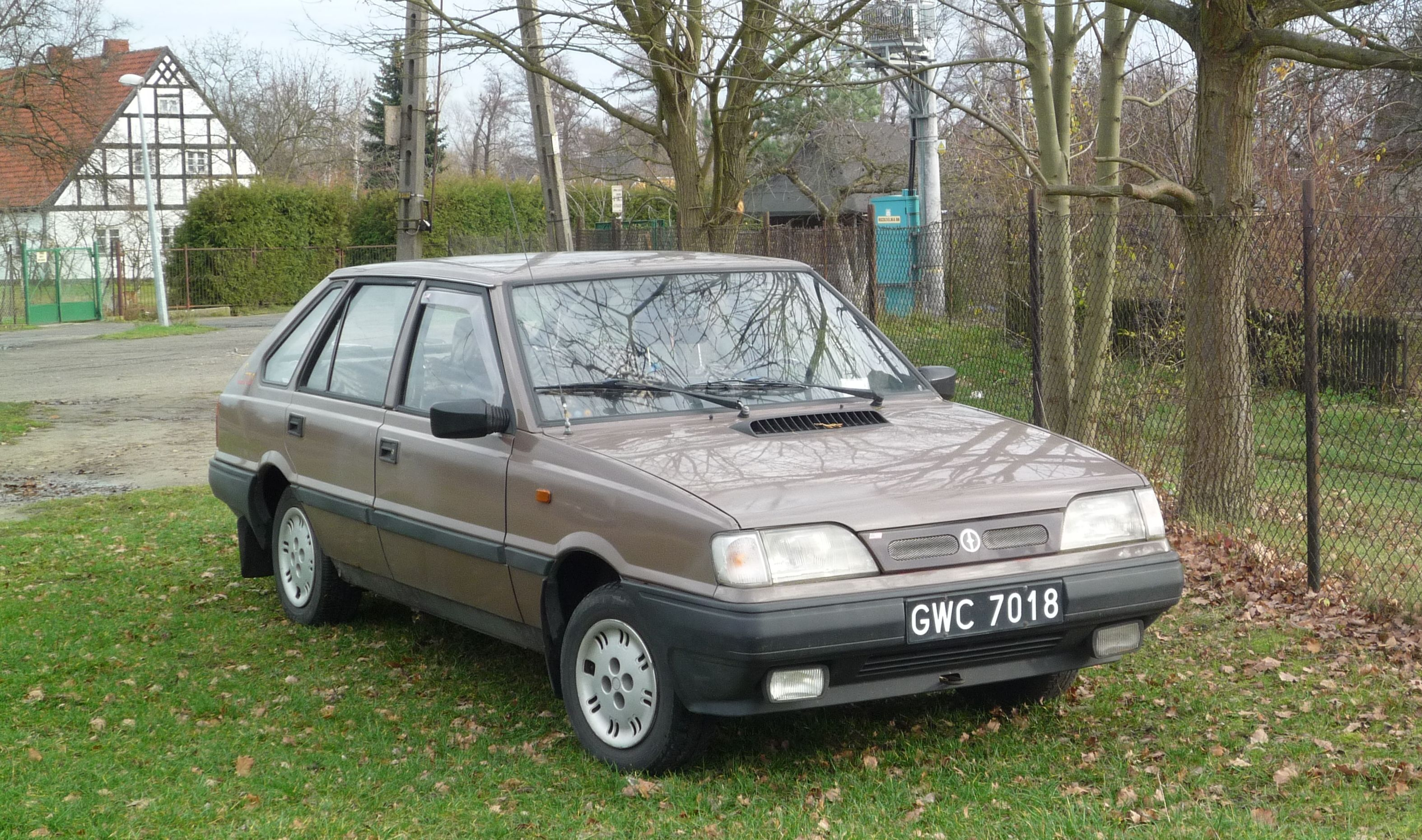
FSO Polonez Caro

La Polonez est modernisée en 1991, et prend le nom de Caro. Si le profil et l’arrière diffèrent peu de l’ancien modèle, la face avant se veut plus en phase avec l’époque. Le 26 juin de cette année, la Pologne arrête la production de la 125P, qui sera à jamais la FSO la plus produite, avec 1 444 791 unités construites depuis 1967.
La Caro, équipée entre autres d’un diesel PSA, espère relancer sa carrière à l’exportation. Il n’en sera rien : de 1841 en 1988, les immatriculations de FSO en France tombent à 161 unités en 1991, puis à 10 voitures en 1992. L’importation est stoppée, avant de reprendre brièvement en 1993, puis à nouveau en 1995. Le marché belge n’est pas mieux loti, puisque moins de 50 voitures trouvent preneur chaque année à partir de 1991.
Pour se refaire une santé, FSO présente en 1996 la Polonez Atu, une quatre portes au style classique, qui complète parfaitement la Caro. Renommée Atou en France (devant les protestations de l’assureur ATU), elle arrivera trop tard, puisque les FSO disparaissent totalement des marchés français et néerlandais en 1997, puis en 1999 du marché belge. Pendant ce temps, le coréen Daewoo entre au capital, à hauteur de 70 % dès le mois de mars 1994, et promet d’augmenter les capacités de production. La Polonez, désormais disponible avec un 1400 Rover (alors que le diesel a disparu) existera même en version Kombi, produite éphémèrement de juillet à décembre 1999.

### Les années 2000: de constructeur automobile à usine de montage…

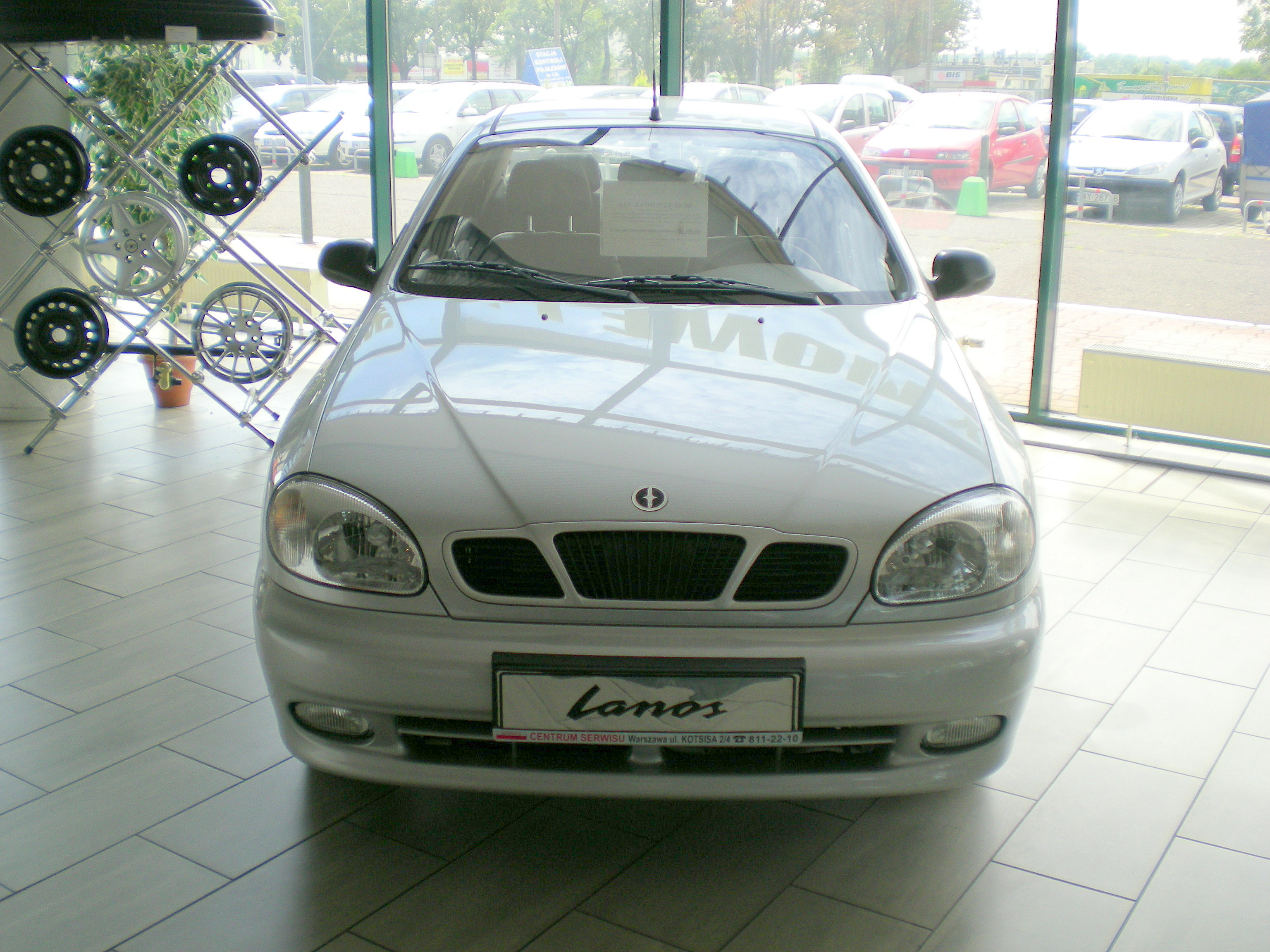
FSO Lanos, une Daewoo Lanos sous licence

L’entrée dans les années 2000 est difficile pour les Caro et Atu (devenues Caro et Atu Plus à l’occasion d’un restylage en 1997), dont la conception est ancienne et la continuité menacée par Daewoo (la Lanos est désormais produite sur place). D’ailleurs, les voitures sont progressivement renommées Daewoo-FSO à partir de 2000.
Les dernières Polonez sont fabriquées en avril 2002, et seront bien malgré elles les dernières vraies voitures de la marque…
Curieusement, l’usine continue de produire des Lanos pendant quelques années, alors que General Motors qui a racheté Daewoo (en faillite), a rendu sa liberté au constructeur polonais. Le 31 août 2004, il est décidé que l’entreprise Daewoo-FSO retrouve son nom d’origine. FSO assure alors la production des Matiz et Lanos pour le compte de General Motors…
Le 13 juin 2005, l’État polonais vend 20 % du capital de l’entreprise à l’ukrainien ZAZ, qui en détiendra 88 % dès la fin de l’année. La Chevrolet Aveo est produite chez FSO depuis 2008. La licence Daewoo ayant pris fin en 2009, elle a désormais l’usine pour elle seule…

## Modèles

### Modèles produits en série
- FSO Warszawa M20 (1951-1957)
- FSO Warszawa 200 (1957-1960)
- FSO Warszawa 201 (1960-1964)
- FSO Warszawa 202 (1961-1964)
- FSO Warszawa 223 (1964-1973)
- FSO Warszawa 224 (1964-1973)
- FSO Warszawa 223 Kombi (1964-1973)
- FSO Warszawa 224 Kombi (1964-1973)
- FSO Warszawa 200 Pick-up (1959-1960)
- FSO Warszawa 201 Pick-up (1960-1964)
- FSO Warszawa 202 Pick-up (1961-1964)
- FSO Warszawa 223 Pick-up (1964-1973)
- FSO Warszawa 223 Taxi (1965-1973)

- FSO Syrena 100 (1957-1960)
- FSO Syrena 101 (1960-1962)
- FSO Syrena 102 (1962-1963)
- FSO Syrena 102S (1963)
- FSO Syrena 103 (1963-1966)
- FSO Syrena 103S (1964)
- FSO Syrena 104 (1966-1972)
- FSO Syrena 105 (1972-1983)
- FSO Syrena 104 Pick-up (1972-1973)
- FSO Syrena 105 Pick-up (1973-1983)
- FSO Syrena 104 Bosto (1972-1973)
- FSO Syrena 105 Bosto (1973-1983)

- Polski Fiat 125P (1967-1983)
- Polski Fiat 125P Break (1972-1983)
- Polski Fiat 125P Pick-up (1975-1983)
- FSO 125P (1983-1991)
- FSO 125P Break (1983-1991)
- FSO 125P Pick-up (1983-1991)

- FSO Polonez (1978-1988)
- FSO Polonez « phase 2 » (1986-1989)
- FSO Polonez « phase 3 » (1989-1991)
- FSO Polonez Coupé (1980-1983)
- FSO Polonez Caro (1991-1997)
- FSO Polonez Atu (1996-1997)
- FSO Polonez Caro Plus (1997-2002)
- FSO Polonez Atu Plus (1997-2002)
- FSO Polonez Kombi (1999)
- FSO Polonez Analog
- FSO Polonez Cargo
- FSO Truck (1997-2002)
- FSO Truck Plus (1997-2002)

### Prototypes
- FSO Syrena Sport (1960)
- FSO Warszawa 210 (1963)

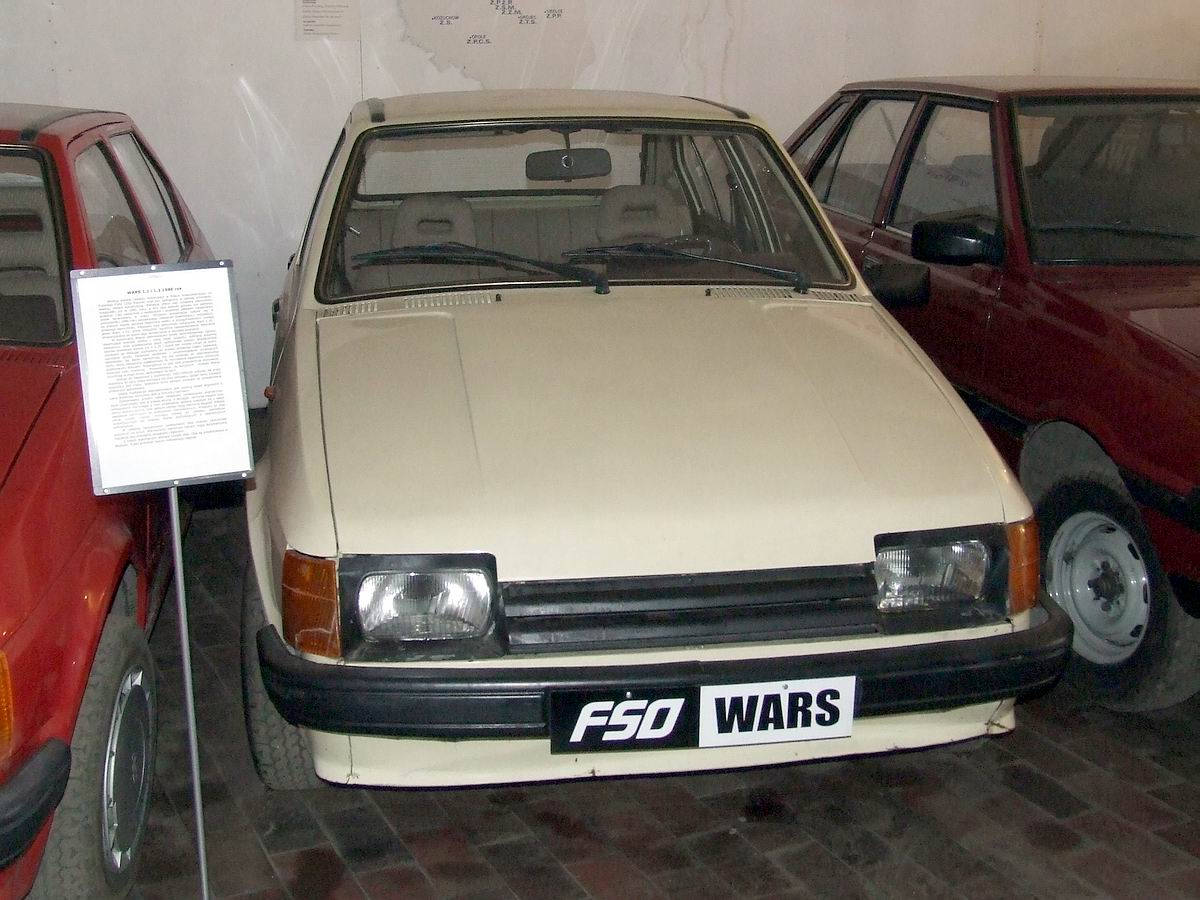
FSO Wars, prototype de 1985

- FSO Syrena Break (début des années 1960)
- FSO Syrena 110 (1967)
- FSO Syrena Laminat (1969)
- Polski Fiat 1100 Coupé (1970)
- FSO Syrena 105F (1971)
- FSO 1100 Coupé (1974)
- FSO Ogar 1500 (1977)
- FSO Wars (1985)

## FSO et le sport automobile
L’engagement des FSO en compétition débute dans les années 1970, grâce à la 125P. Celle-ci remporte notamment la catégorie 1600 du Rallye de Monte-Carlo 1972, et au Rallye de l'Acropole la même année. Ces quelques succès vont conduire l’usine à développer des versions spéciales, à moteur Fiat 1600 (85 ch) ou 1800 (105 ch).
Au rallye de Monte-Carlo 1975, six 125P de 150 ch sont engagées, l’une d’entre elles terminera douzième au général. 
Quant à la Polonez, elle sera engagée en course dès la fin 1978, avec le gros six cylindres de la Lancia Stratos !
Les Polonez de compétition seront plus souvent dotées de moteurs 1600 ou deux litres Fiat, bien plus proches de la série.

## Galerie

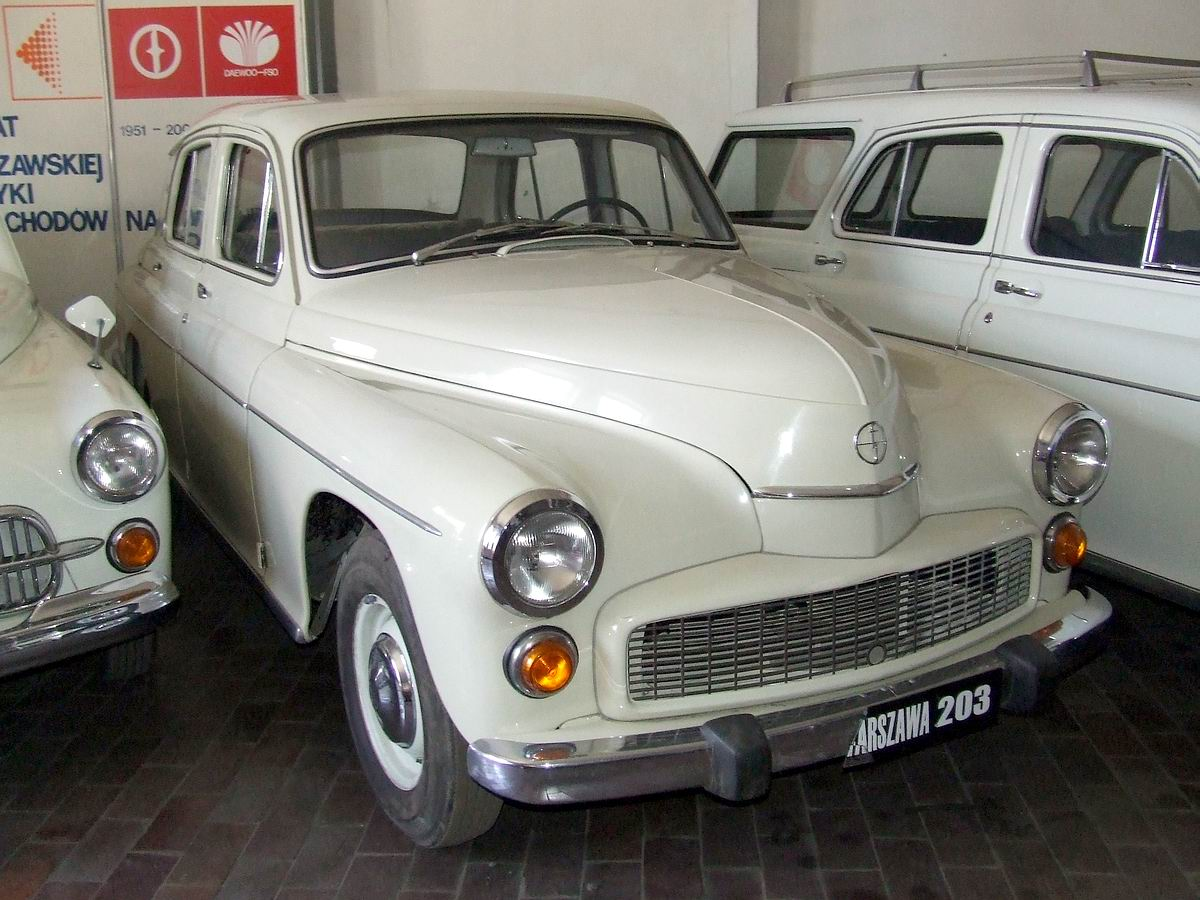
FSO Warszawa 203
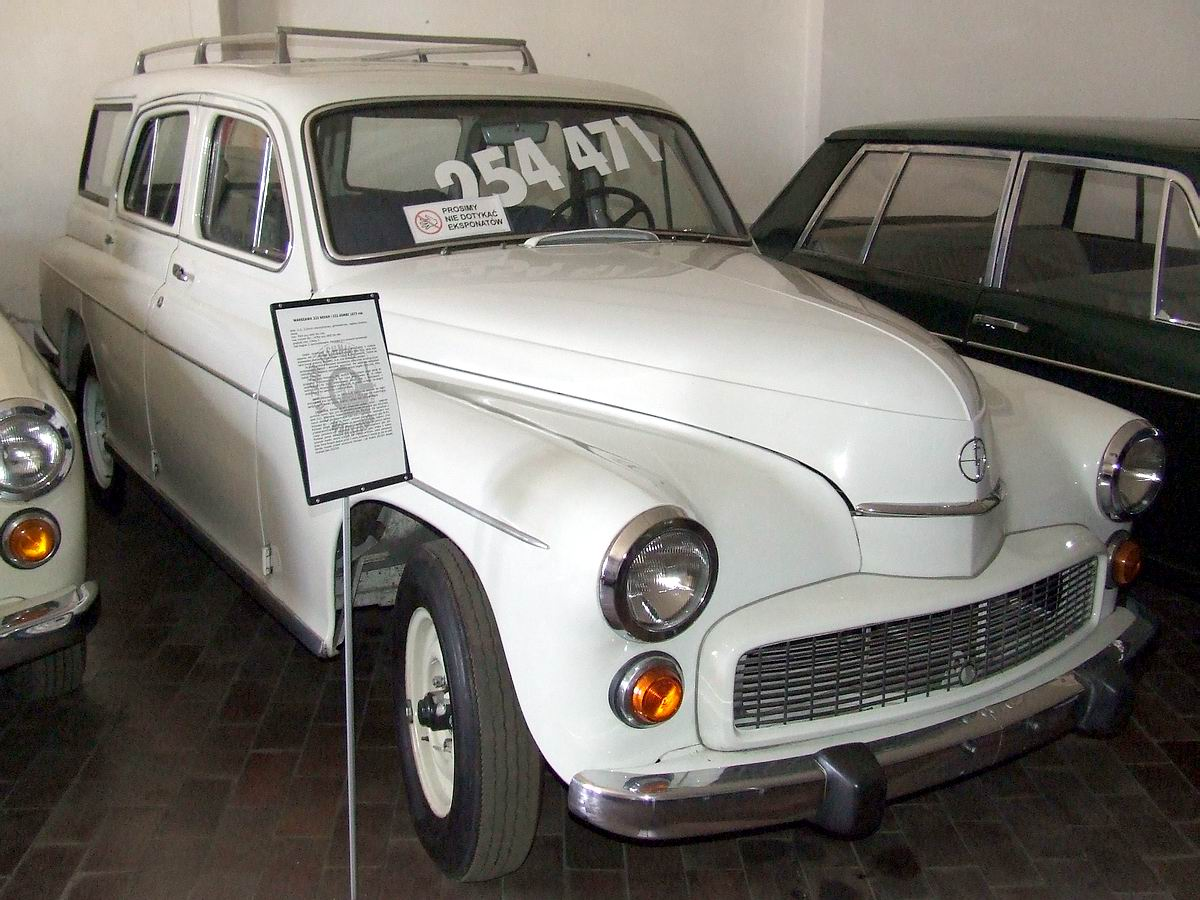
FSO Warszawa 223 Kombi
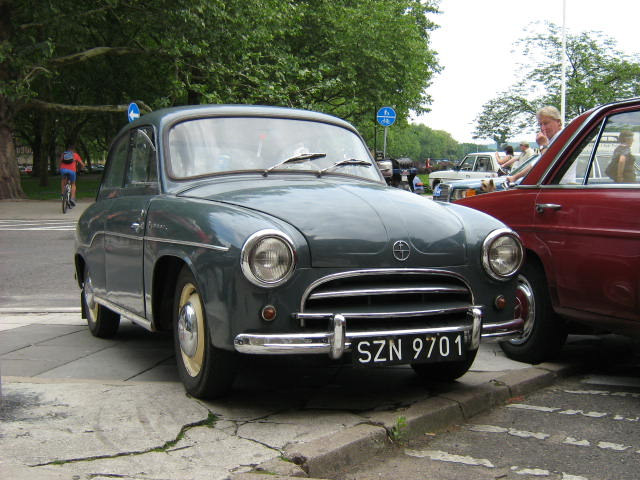
FSO Syrena 102
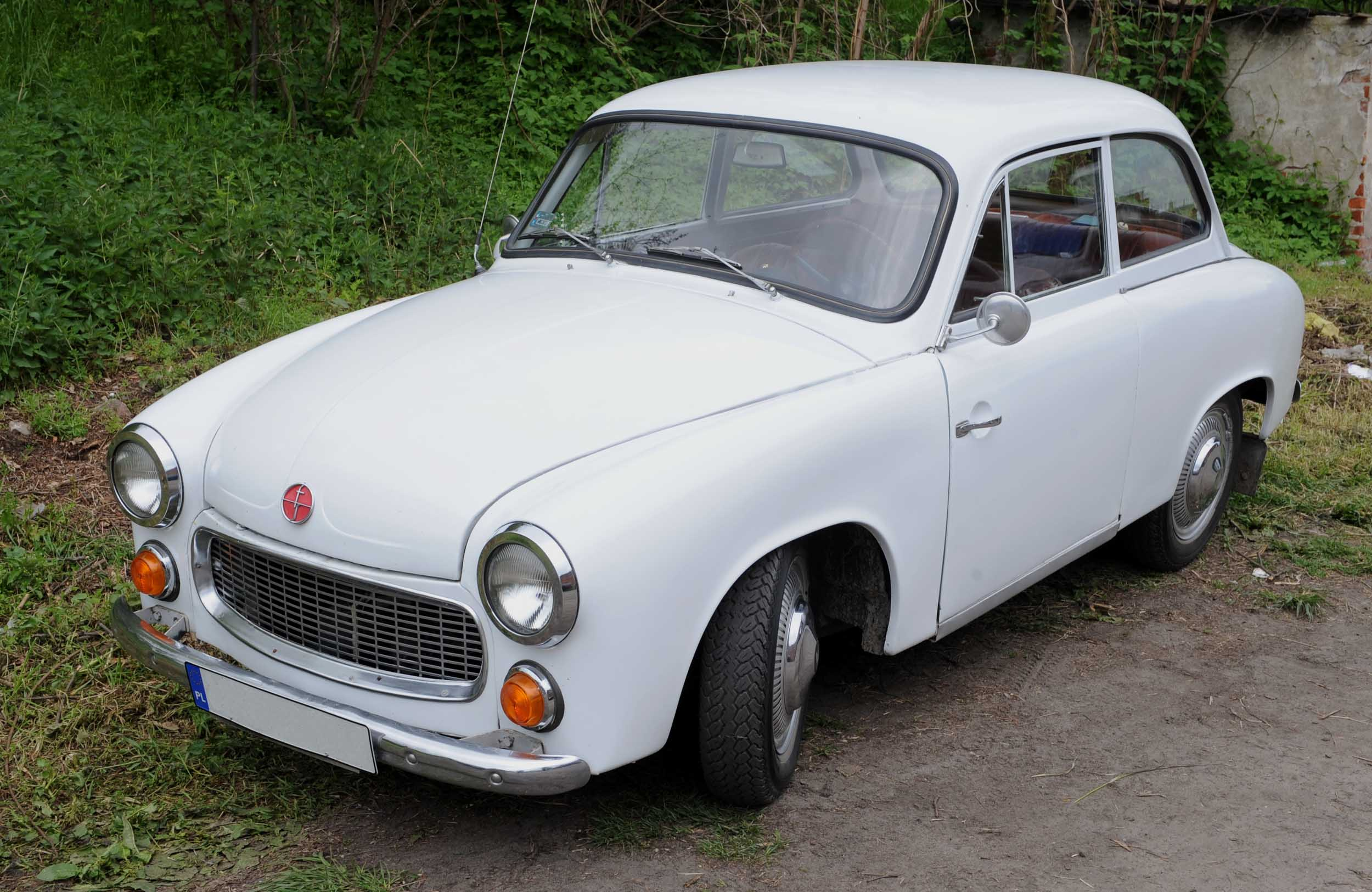
FSO Syrena 104
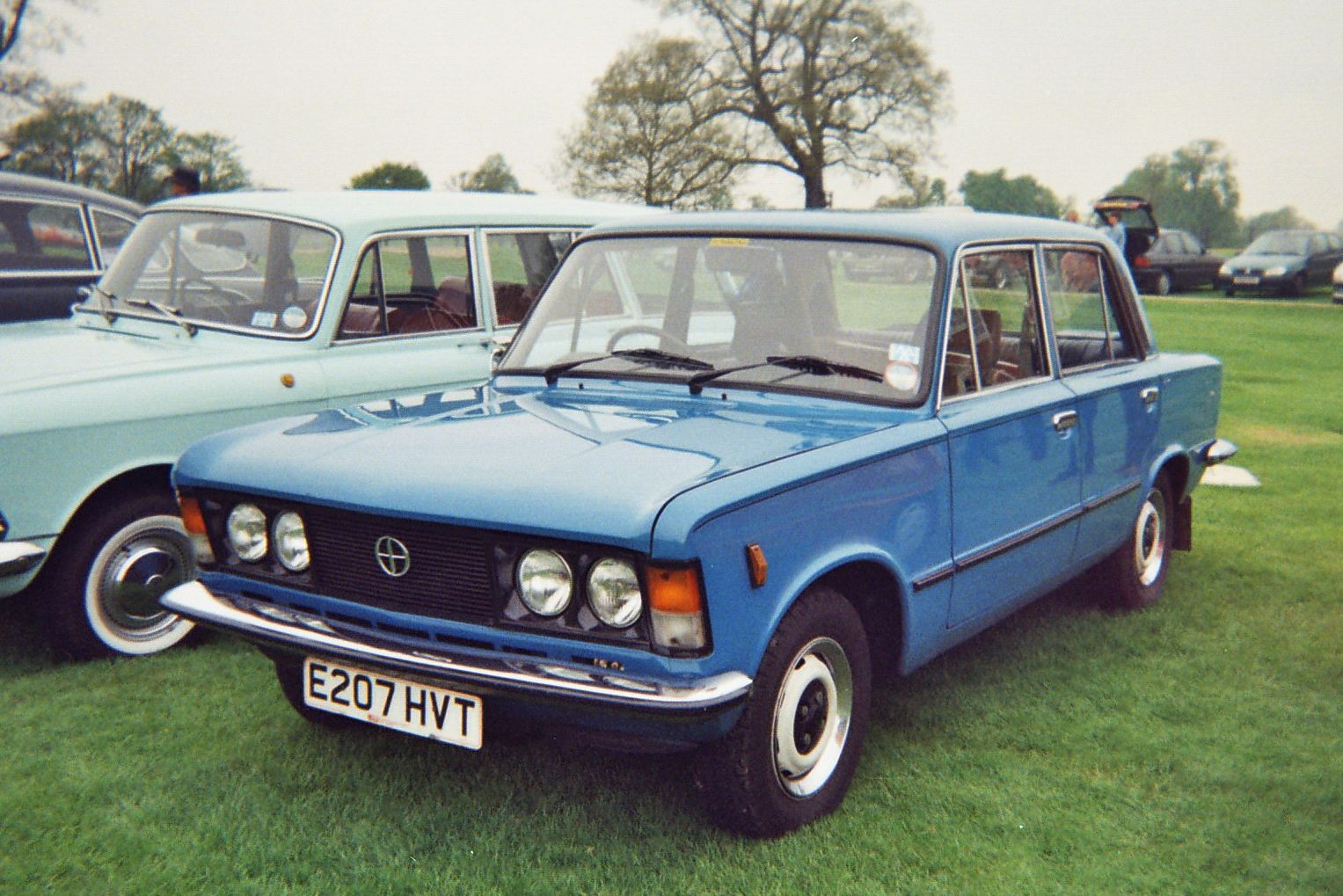
FSO 125P
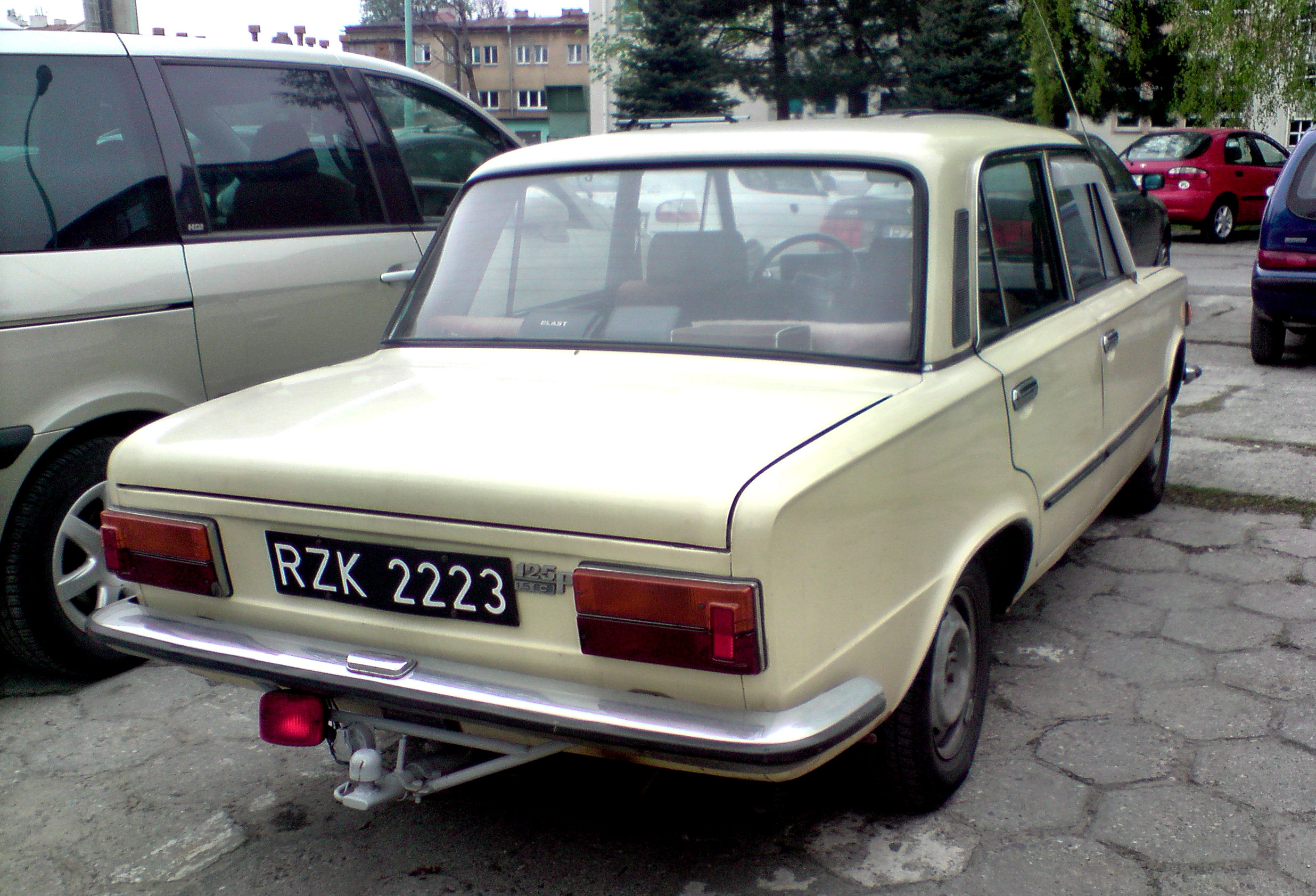
FSO 125P
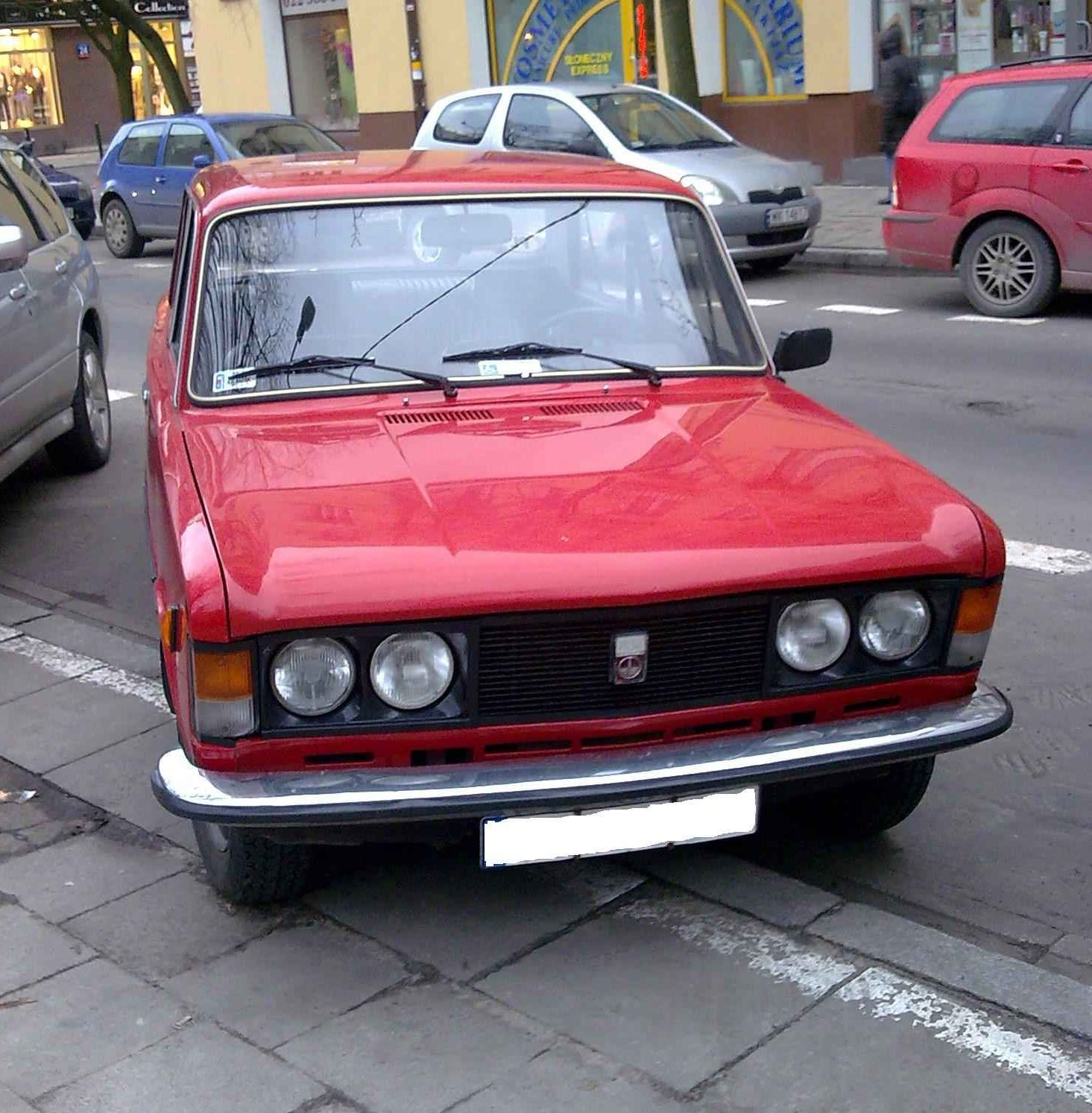
Polski-Fiat 125P
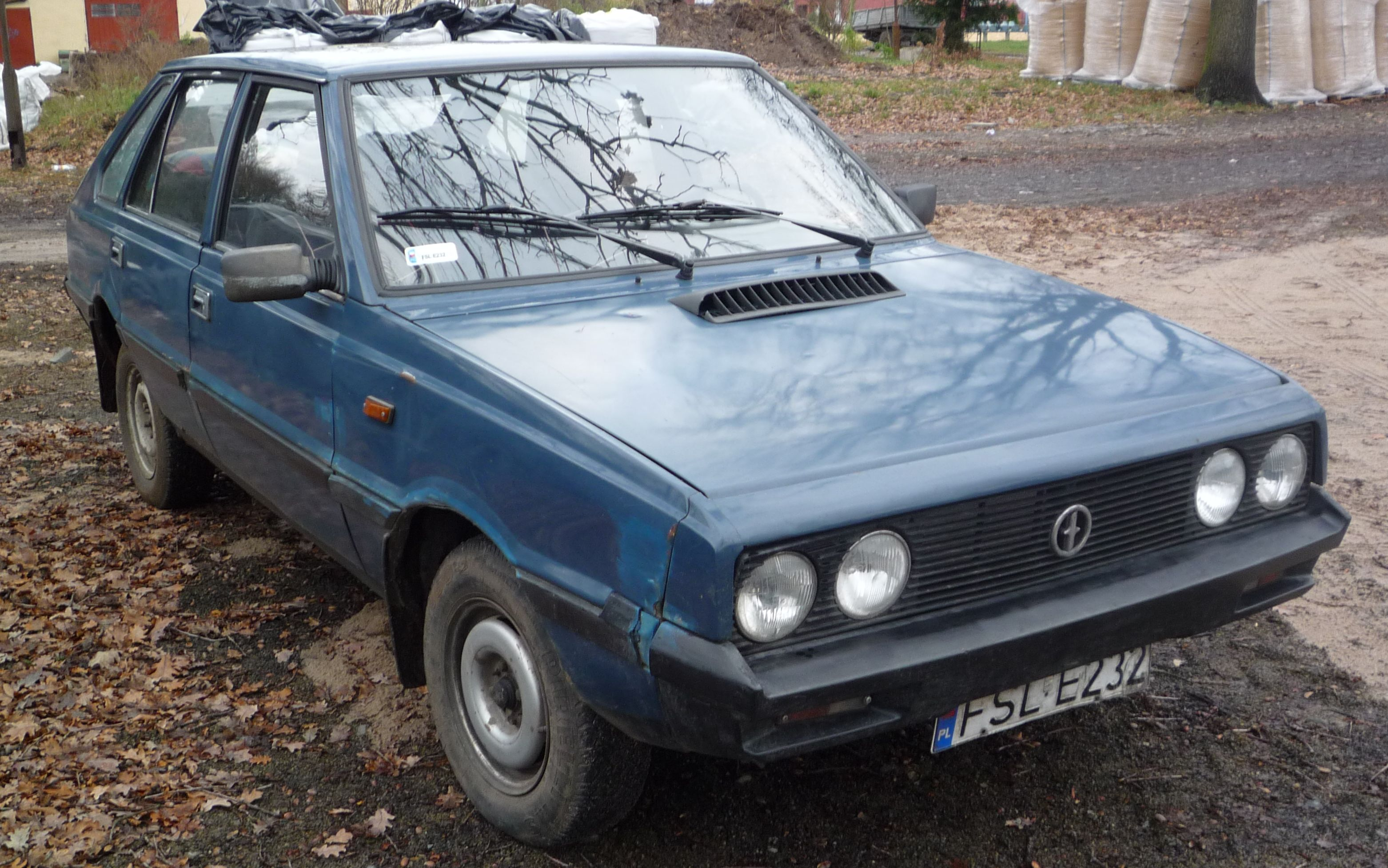
FSO Polonez modèle 1989
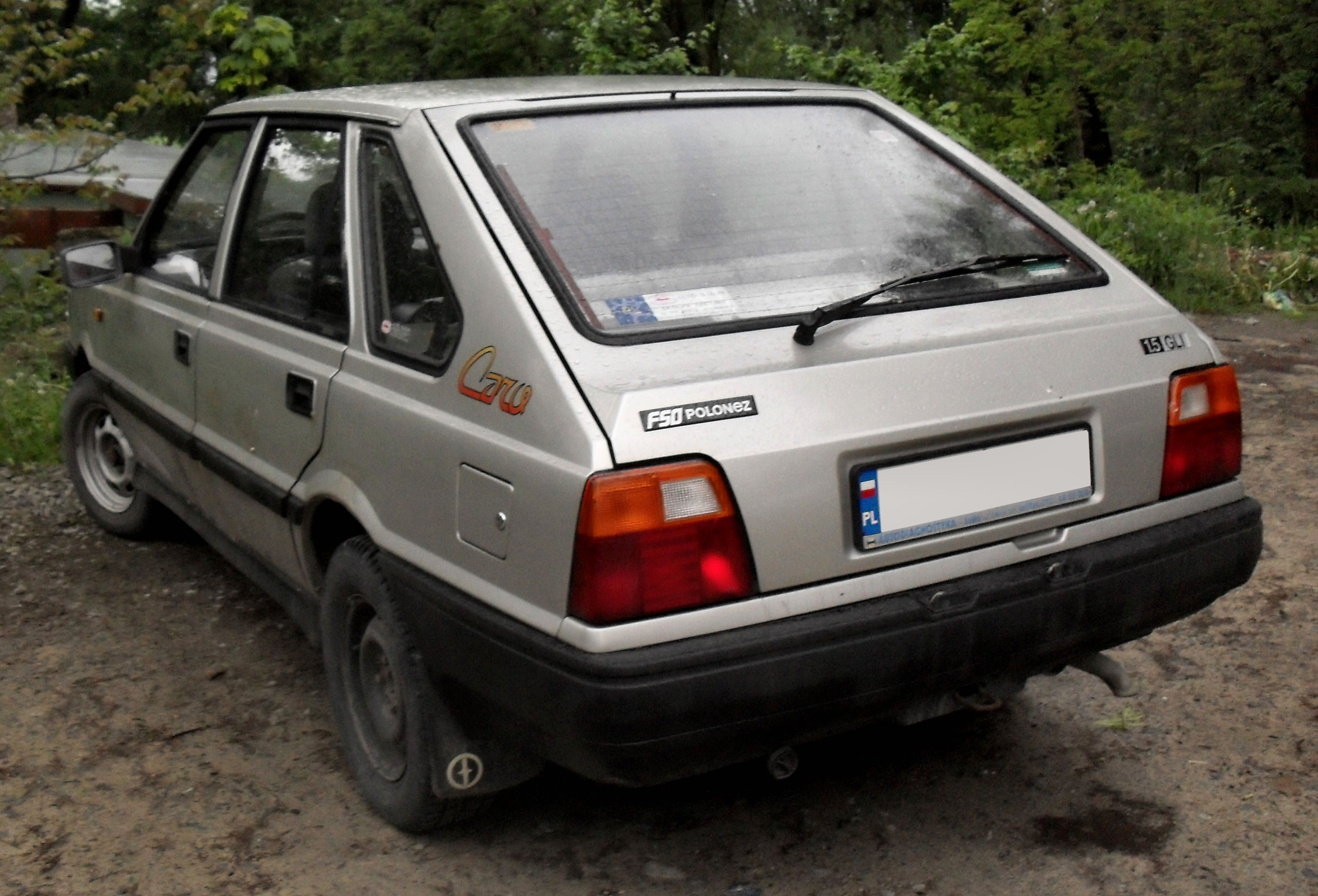
FSO Polonez Caro
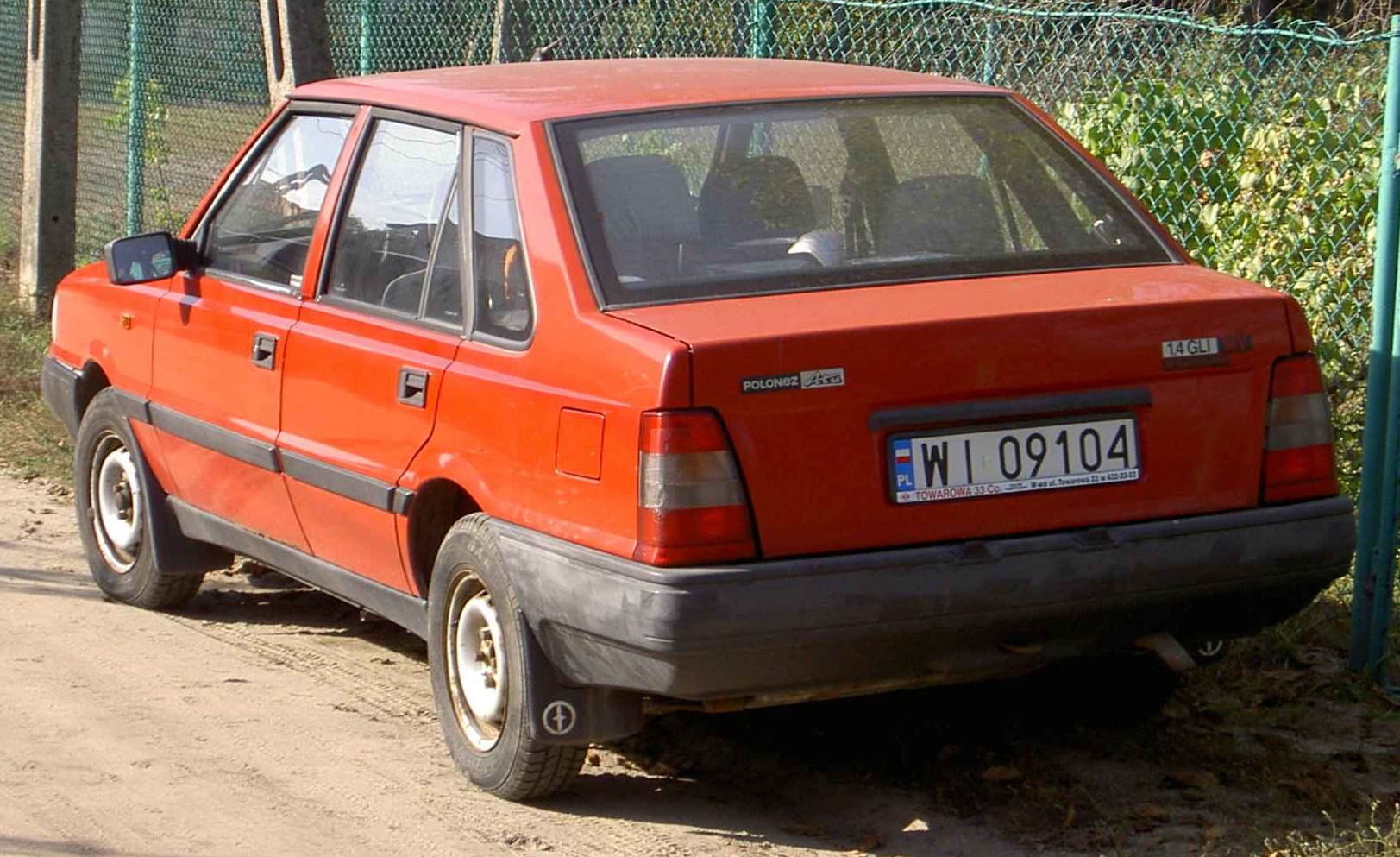
FSO Polonez Atu
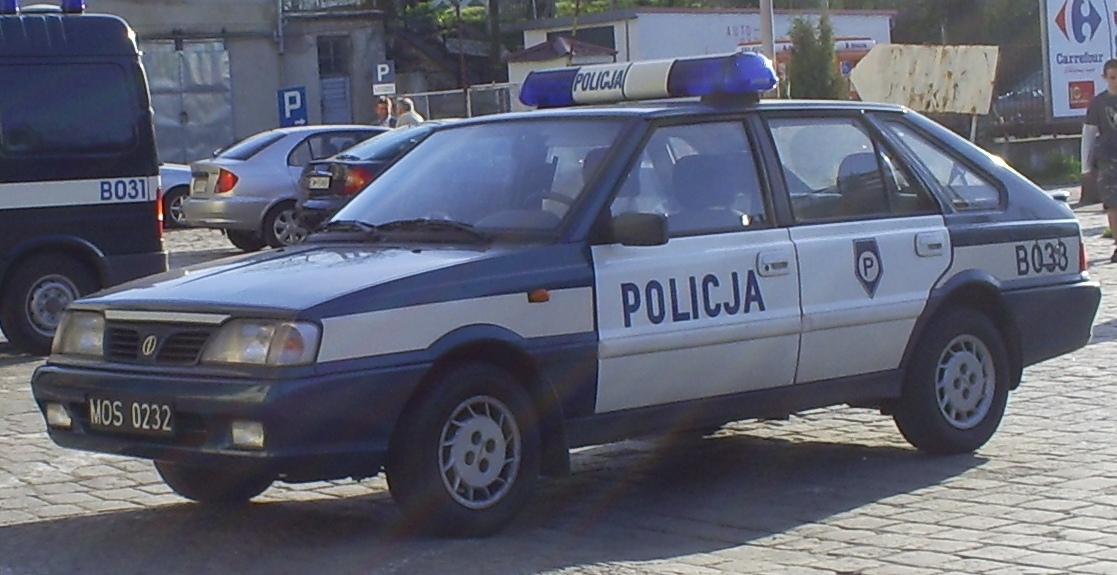
FSO Caro Plus de la police polonaise

## Sources
- Bernard Vermeylen, Voitures des pays de l'Est, Boulogne-Billancourt, ETAI, 2008, 239 p. (ISBN 978-2-7268-8808-7, OCLC 470767381)
- molodoi.voitures.free.fr/
- La FSO Polonez, élément majeur de l'histoire de FSO et Polski-Fiat.